# Portfolio.com
Portfolio.com è stato il sito internet dell'American City Business Journals; in precedenza fu il sito web del mensile di business Condé Nast Portfolio, pubblicato da Condé Nast dal 2007 al 2009. Con il sottotitolo "Business Intelligence" era redatto da giornalisti di alto profilo e la rivista considerata una fonte di "giornalismo serio".

## Storia
Portfolio's venne lanciato nell'aprile 2007 da Condé Nast con grande dispiegamento di forze, in parte dovuto al budget stimato fra i 100 ed i 125 milioni di dollari (per un certo numero di anni), ma anche all'audacia dell'editore nel lanciare una rivista di economia in un periodo in cui Fortune, Forbes e Business 2.0 lottavano per vendere spazi pubblicitari.
Nell'ottobre 2008, la rivista ridusse il numero dei giornalisti del 20 percento e decise di uscire soltanto 10 volte all'anno. Il sito autonomo, portfolio.com, venne conglobato con altri siti web della Condé Nast e la vendita degli annunci pubblicitari venne affidata alla Wired Digital.
La rivista annunciò la chiusura il 27 aprile 2009. La compagnia facente capo allo stesso editore, American City Business Journals, acquisì il sito web.

## Redazione
I cento redattori erano guidati da Joanne Lipman che, nel corso della sua direzione ventiduennale al Wall Street Journal, aveva fondato il Weekend Journal ed il Personal Journal. Il direttore editoriale era Jacob Lewis, il direttore grafico Robert Priest, il capo redattore Kyle Pope e il responsabile del sito web Chris Jones. Dopo che Jones lasciò Conde Nast per il The New York Times, Dan Colarusso ne prese il posto.